# كركدن البحر
كركدَّن البحر أو حَريش البحر (الجمع: حُرُش البحر) أو قوقي أو الحوت الوحيد القَرن  أو حوت النَّرْوَال أو تَامُور أو تأمُور[بحاجة لمصدر] هو حيوان ثَدييّ يعيش في القطب الشمالي ولا يغادره على مدار السنة.
يطلق عليه اسم المرقط Narwhal أو مونودون مونيسرس Monodon monoceros حسب التسمية الثنائية، ويعتبر أحد الحوتين الوحيدين التابعين لفصيلة الحيتان البيضاء Monodontidae جنباً إلى جنب مع الحوت الأبيض، ويتميز ذكوره بعلامة فارقة مميزة عبارة عن ناب أو سن حلزوني طويل وقوي يمتد من أيسر فكّه العلوي ويبلغ طوله من مترين إلى ثلاثة أمتار، و تم التعرف على هذا الحوت للمرة الأولى في القطب الشمالي الكندي وفي مياه جرينلاند بشكل نادر.

## أماكن العيش

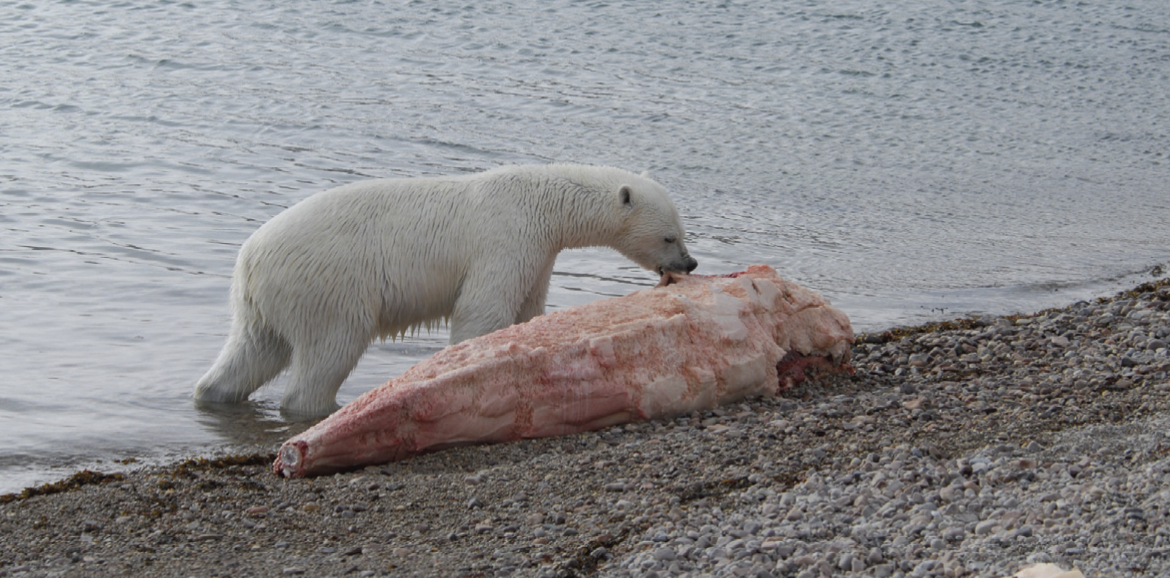
دب قطبي يغتذي بجيفة تامور

يُقدّر عدد حُرُش البحر حول العالم بـ 75,000 حوت وتعيش تلك الحيتان في الغالب بـ منطقة المحيط الأطلسي والروسي من المحيط المتجمد الشمالي وعادةً تُرى الحيتان في الجزء الشمالي من خليج هدسون وخليج بافن ومضيق هدسون وقبالة الساحل الشرقي لجرينلاند وفي أماكن أخرى مثل سفالبارد وفراز وجوزيف لاند وسيفرنايا زيميليا .

## الوصف
ذكور حُرُش البحر تزن ما يصل لـ 1,600 كجم وتزن الإناث حوالي 1,000 كجم و حريش البحر ذو لونين وهما الأبيض والأسود تولد سوداء ومع تقدّم العمر تصبح أكثر بياضا. أكثر ما يميّز ذكور حرش البحر هو الناب الطويل الذي يترواح طوله بين 2-3 متر وقد يتعدّى الـ 3 متر وطول الجسم يترواح بين 4-5 متر وهو طويل فعلاً إذا ما قورن بطول الجسم ويصل وزن ذلك الناب حوالي 10 كجم هناك بعض الذكور تملك نابين ولكن الأمر نادر تقريباً كل 1 من 500 ذكر يملك نابين , الأنثى أيضاً قد تملك ناب ولكنه أقصر وأكثر استقامة وهناك حالة واحدة سجلت لأنثى بنابين حيث الأمر نادر الحدوث جداً
وجلد حريش البحر رمادي اللون يميل إلى الزرقة مغطّى ببقع بيضاء، وجسمه أسطواني الشكل وليس له زعنفة ظهرية, أما الرأس فمستدير به فم صغير.
وشكل الجسم علاوة علي طبقة الدهن السميك تحت جلده تجعله يحتفظ بالحرارة في مياه القطب الشمالي المثلجة.
نادراً ما تستخدم تلك الأنياب في كسر الجليد والعراك فيما بينه وأكثر ما تستخدم به هو الهيمنة على أفراد نوعها والحصول على الإناث حيث أنها صفة جنسية جيدة في حيتان حرش البحر.

## وظيفة الناب الطويل
ظلّت وظيفة هذا الناب محل جدل كبير بين العلماء, فقد افترض بعضهم أن الغرض منه استخدامه في كسر طبقة الجليد التي تغطّي سطح المحيط القطبي حيث يعيش حريش البحر ، وافترض آخرون أنه يستخدم كوسيلة يظهر بها الذكور قدرتهم وسيطرتهم، ويستخدمونه في الصراع بينهم في موسم التزاوج.
كما قيل أنه يُستَخدَم لصيد الأسماك، والتخلّص من حرارة الجسم الزائدة وغير ذلك من التفسيرات. أما أحدث الدراسات فقد بيّنت أن هذا الناب عضو إحساس مغطّى بملايين النهايات العصبية التي يمكنها أن تكتشف درجة الحرارة والملوحة والضغط في المياه التي يسبح فيها.

## السلوك والنظام الغذائي
نظام الحيتان الغذائي محدّد ومقيّد نسبياً حيث تتغذّى هذه الحيتان على أسماك هالبوت غرينلاد وكذلك أسماك القد القطبية والقطبية الشمالية والجمبري وحبار جوناتوس وأشياء أخرى وجدت في بطون الحيتان مثل أسماك الذئب وبيض أسماك الورنك وفي بعض الأوقات أحجار وعادةً تبلع عن طريق الخطأ أثناء تغذية الحيتان في القاع
من أبرز التطورات والتكيفات الحاصلة مع هذا الحوت هي أنه يستطيع الغوص لفترة طويلة، حيث يغطس حوت حريش البحر لمسافات أبعد من أي ثَدييّ مائي آخر حيث يغوص إلى ما لا يقل عن 800 متر أكثر من 15 مرة في اليوم الواحد وفي بعض المرّات يصل لـ 1500 متر ويستطيع قضاء 25 دقيقة تحت الماء، تعيش حُرُش البحر في مجموعات تضم من 9 إلى 10 حيتان
وهو حوت مهاجر ففي شهور الصيف يتحرّك قرب السواحل, ولكن في الشتاء يبتعد عن الشاطئ ويعيش قرب الفتحات الموجودة في الجليد الذي يغطّي سطح المحيط.

## التكاثر
تضع أنثي حريش البحر صغيراً واحداً بعد فترة تتراوح بين عشرة أشهر وستة عشر شهراً ويكون طوله عند الولادة 5،1 متراً ويولد الصغير بني اللون وبدون بقع، ويظل في رعاية الأم مدة أربعة أشهر بعد الولادة.

## المفترسين وحالة الحفظ
المفترسين لحرش البحر هم: الإنسان و الدب القطبي والحوت القاتل (حيتان أوركا) , ولكن الإنسان هو أكبر خطر يهدده حيث يتم صيد هذا الحوت من أجل جلده السميك الذي يقال أنه لذيذ الطعم وغني بالفيتامينات والبروتينات, وكذلك يأكل سكان المناطق القطبية لحمه ودهنه ويبيعون نابه العاجي بأثمان مرتفعة. فيسمح لشعب الأسكيمو بصيد هذه الحيتان قانونياً للعيش ويستخدمون الأساليب التقليدية مثل زوارق التجديف والحربون والشباك بينما في جرينلاند تستخدم طرق حديثة مثل بنادق الصيد والقوارب السريعة